# Mamasapano

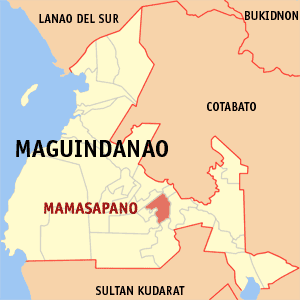
Bản đồ Maguindanao với vị trí của Mamasapano

Mamasapano là một đô thị ở tỉnh Maguindanao, Philippines. Theo điều tra dân số năm 2000 của Philipin, đô thị này có dân số 20.059 người trong 2.964 hộ.

## Các đơn vị hành chính
Mamasapano được chia ra 18 barangay.
| - Bagumbong - Dabenayan - Daladap - Dasikil - Duguengen - Liab - Libutan/Paglala - Linantangan - Lusay | - Mamasapano - Manongkaling - Pagatin - Pidsandawan - Pimbalakan - Pusao - Sapakan - Tuka - Tukanalipao |